# Bitjug
Der Bitjug (russisch Битюг) ist ein linker Nebenfluss des russischen Don in der Oka-Don-Ebene.
Er entspringt im Süden der russischen Verwaltungseinheit Tambow bei Tokarjowka. Sein Wasser fließt anfangs nach Westen und dann meist nach Süden. Südlich von Bobrow bildet er den Stausee Tscherkasskoje, um dann etwa 60 km südlich von Bobrow in den Don zu münden.
Von Mitte Dezember bis Ende März ist der Fluss regelmäßig zugefroren.
Nach diesem Fluss heißt eine Rasse starker Arbeitspferde, die im Flussgebiet gezüchtet wurden, das Bitjug-Pferd.